# Bolívar (Falcón)
Pour les articles homonymes, voir Bolívar.
Bolívar est l'une des 25 municipalités de l'État de Falcón au Venezuela. Son chef-lieu est San Luis. En 2011, la population s'élève à 8 539 habitants.

## Géographie

### Subdivisions
La municipalité est divisée en trois paroisses civiles avec chacune à sa tête une capitale (entre parenthèses) :
- Aracua (Aracua) ;
- La Peña (La Peña) ;
- San Luis (San Luis).